# Irakkrise 2003

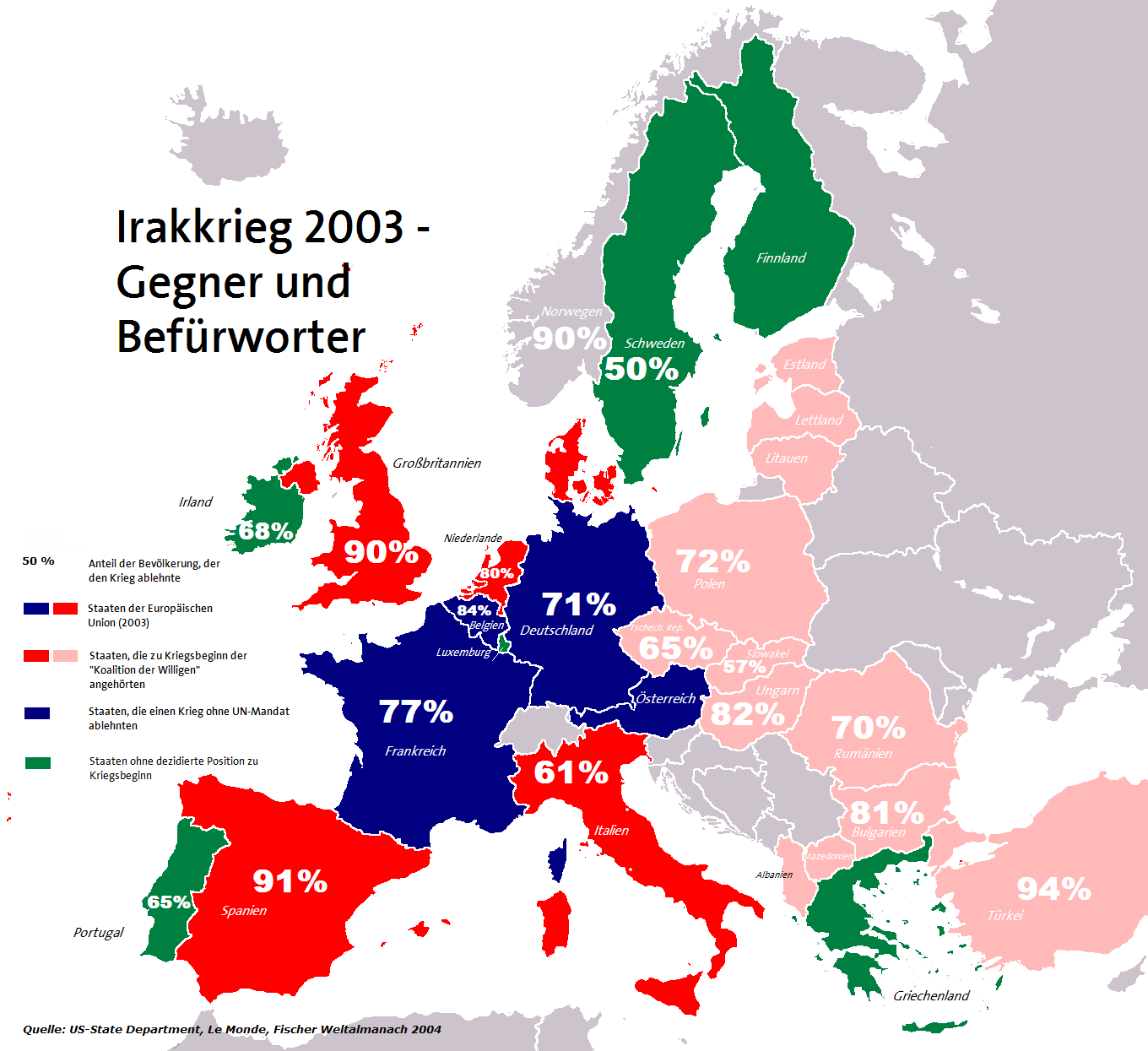
Irakkrieg und seine Gegner bzw. Befürworter 2003

Die Irak-Krise 2003 war ein Zerwürfnis in der Europäischen Union und der NATO über das Verhalten zum geplanten und laufenden Irakkrieg jenes Jahres. Infolge des unilateralen Vorgehens der US-Regierung unter George W. Bush spaltete sich die europäische Staatengemeinschaft in Teilnehmer an der sogenannten Koalition der Willigen, die den Irakkrieg wegen der angegebenen Begründung auch ohne UN-Mandat unterstützte, und Staaten, die diese Teilnahme ablehnten sowie den Irakkrieg als Angriffskrieg und somit als Völkerrechtsbruch ansahen.
Zu den ablehnenden und nicht teilnehmenden Staaten gehörten Deutschland und Frankreich. Schweden, Österreich und weitere kleinere europäische Staaten verhielten sich überwiegend neutral.

## Rechtliche und politische Grundlagen
Mit den Verträgen von Maastricht und Amsterdam haben sich die Staaten der Europäischen Union (EU) verpflichtet, eine gemeinsame Außen-, Sicherheits- und Verteidigungspolitik zu verfolgen. In der Präambel des EU-Vertrages heißt es: „Entschlossen, eine gemeinsame Außen- und Sicherheitspolitik zu verfolgen […] und so die Identität und Unabhängigkeit Europas zu stärken, um Frieden, Sicherheit und Fortschritt in Europa und in der Welt zu fördern, …“
Die Staaten der EU wollen dazu ihre nationalen Politiken zu einem europäischen Standpunkt bündeln, um in den internationalen Institutionen mit einer gewichtigen Stimme sprechen zu können. Doch im Vorfeld des von Amerika geführten Irakkriegs 2003 beachteten die Europäer diese Vorsätze nicht.
Ohne die EU zuvor unterrichtet zu haben, begab sich der britische Premier Tony Blair im Frühjahr 2002 an die Seite des US-Präsidenten George W. Bush. Ebenfalls ohne Konsultationen der EU versprach der deutsche Kanzler Gerhard Schröder seinen Wählern Anfang August sein „Nein“ zu jeglicher militärischen Intervention im Irak.
Die zwei Standpunkte ließen sich nicht von einer Position der Mitte überbrücken, wie sie der französische Präsident Jacques Chirac vertrat. Im Verlauf der Krise entschieden sich einzelne europäische Länder wie Polen und Spanien für die britische Politik, andere für die deutsche und französische Position. Damit stand die gemeinsame Außen- und Sicherheitspolitik GASP vor einem diplomatischen Scherbenhaufen.

## Chronik der Spaltung
Der republikanischen US-Regierung von George W. Bush gilt der Irak schon bei Amtsantritt als zentrales Terrain geostrategischer Entscheidungen. Kurz nach den Anschlägen vom 11. September 2001 bezichtigt das Weiße Haus die Regierung von Saddam Hussein, den islamischen Terrorismus zu unterstützen, und fordert den Irak auf, seine vermeintlichen Massenvernichtungswaffen abzurüsten und bezeichnete diesen als „bösen Menschen“. Doch zunächst stehen die Taliban in Afghanistan, die Suche nach Osama bin Laden und ein neuer Anlauf in der Nahostpolitik auf der weltpolitischen und transatlantischen Agenda. Erst ab dem Frühjahr 2002 widmet sich die amerikanische Politik wieder dem Irak. Der Irakkrieg entwickelt sich von da an für die europäischen Staaten und die GASP der EU zu einem Belastungstest.

### Europäische Reaktionen auf die Attentate vom 11. September 2001
Die europäischen Staatschefs bekunden unmittelbar nach den Attentaten ihren Schock und ihre Solidarität. Als erster europäischer Staatschef fliegt der französische Präsident Jacques Chirac nach New York, um sein Entsetzen auszudrücken. Der britische Premier Tony Blair bespricht per Telefon mit Präsident Bush, den Sicherheitsrat der Vereinten Nationen UNO einzuschalten und sichert militärische Unterstützung im Falle eines Krieges zu. Kanzler Gerhard Schröder erklärt die „uneingeschränkte Solidarität“ Deutschlands auch für den Fall eines Waffengangs. Und in Berlin findet die erste pro-amerikanische Demonstration seit dem Besuch von Präsident Kennedy im Jahre 1963 statt. Obwohl es nach den Anschlägen keine 24 Stunden dauert bis alle Außenminister der EU zur ersten Lagebesprechung in Brüssel eintreffen, reisen die europäischen Staatsmänner in den folgenden Wochen als nationale Abgesandte in die USA.
In der aktuellen weltpolitischen Frage gehen alle großen europäischen Staaten Deutschland, Frankreich, Großbritannien, Polen und Spanien auf nationalen Wegen. Und schneller als es Washington fordert, rufen die europäischen NATO-Staaten den Bündnisfall nach Artikel V des Washingtoner Vertrages aus. Doch die NATO wird in den kommenden Wochen weder mit der Planung des Afghanistan-Militäreinsatzes befasst, noch wird sie von Washington als europäische Anlaufstelle betrachtet. Stattdessen erhält die US-Regierung für die Operation Enduring Freedom von den einzelnen Staaten konkrete Leistungen.
Erst Anfang November 2001 beraten in London auf einem Minigipfel der britische Premier Blair, Kanzler Schröder, der französische Präsident Chirac über gemeinsame Aktionen. Nach Protesten werden der französische Premier Lionel Jospin, die Ministerpräsidenten Italiens, Silvio Berlusconi, Spaniens, José María Aznar, und der Niederlande, Wim Kok, ferner der Ministerpräsident Belgiens (zugleich amtierender EU-Vorsitzender), Guy Verhofstadt, und der Hohe Vertreter der GASP, Javier Solana, eingeladen. Dieses Treffen wird von den nicht eingeladenen Mitgliedern der EU scharf kritisiert und als „Direktorium“ bezeichnet. In den europäischen Bevölkerungen findet das amerikanische Vorgehen in den ersten Wochen nach den Anschlägen weitgehende Billigung und Unterstützung. Befürwortung finden vor allem der Austausch von Geheimdienstinformationen und die Bereitstellung von Militärbasen und Überflugrechten. Kritischer betrachten die Europäer militärische Aktionen. Doch insgesamt erhält die Politik der USA in dieser Phase aus Spanien, Großbritannien, Deutschland, Frankreich und Polen klare Zustimmung. Österreich, Finnland, Schweden und Irland distanzieren sich von jedweden kriegerischen Handlungen.

### Bushs Rede an die Nation
Am 29. Januar 2002 erklärt US-Präsident Bush in seiner Rede an die Nation den Irak, Iran und Nordkorea zu einer „Achse des Bösen“. Diese neue Formel ist für die Europäer weder sachlich noch strategisch plausibel, denn die drei Länder erscheinen als zu unterschiedlich. Eine konfrontative Strategie gegenüber Nordkorea und dem Iran halten sie für kontraproduktiv. Über die Frage, was gegen Terror zu tun sei und wie die Europäer beteiligt werden können, kommt es auf der 38. Münchener Konferenz über Sicherheitspolitik Anfang Februar 2002 zu einem Streit zwischen den USA und Europa. Während US-Senator John McCain erklärt, die „nächste Front“ verlaufe gegen den „Terroristen in Bagdad“, warnen deutsche Politiker aller Bundestagsfraktionen vor den „unkalkulierbaren Risiken“ eines Irak-Krieges.
Als wichtigste Verbündete gelten der US-Regierung seit den Anschlägen auf das Pentagon und die Zwillingstürme der Brite Blair, der Spanier Aznar und der Australier John Howard. Vor allem Blair wird zum wichtigsten ausländischen Vertrauten Bushs und von diesem im April auf seine Ranch in Crawford eingeladen. Dass die beiden über einen Krieg gegen den Irak sprachen, legt ein Interview vom folgenden Tag nahe, in dem Bush über das Thema Irak sagte: „And I have no plans to attack on my desk.“ Der Schulterschluss Blairs mit Bush erzeugt allerdings starke Widerstände bei Wählern und Labourpartei. Dass ein Krieg gegen den Irak nicht mehr aufhaltbar sei, vermuten die deutschen Sicherheitsdienste seit Mitte Mai. Doch Bush, der Ende Mai Berlin, Moskau und Paris besucht, sagt, es gebe keine Kriegspläne und er wolle die Partner konsultieren.
Der Irak steht bei den europäischen Ratstreffen im März und Juni offiziell nicht auf der Tagesordnung. Der spanische Präsident des Rats der Europäischen Union gibt im ersten Halbjahr 2002 nur eine Erklärung zum Irak ab, in der sie im Namen der EU die UN-Resolutionen 1284 und 1409 unterstützt. Die Resolutionen fordern Bagdad auf, einem auf die Kontrolle sensitiver Produkte ausgerichteten UNMOVIC-Inspektionsregime zuzustimmen. Der Hohe Vertreter der GASP, Solana, und Außenkommissar Chris Patten äußern sich in diesen Wochen öffentlich nur sehr zurückhaltend. Und den beiden ständigen Mitgliedern des Sicherheitsrates, Großbritannien und Frankreich, ist es wichtiger, das Thema Irak in den Vereinten Nationen und nicht in den europäischen Institutionen zu behandeln. Wenngleich auf den Ratstreffen das Thema Irak nicht diskutiert wird, kristallisieren sich hinter den Kulissen bereits die späteren Fronten heraus.

### Positionen der Europäer im Sommer 2002
Spätestens Bushs Rede in West Point am 1. Juni lässt kaum Zweifel an der Kriegsentschlossenheit der Amerikaner. Bush ermächtigt die USA in dieser Rede, präventiv und unilateral zu handeln. Anfang Juli verkündet Bush öffentlich, er wolle „mit allen Mitteln“ einen Regimewechsel im Irak erzwingen.
Kanzler Schröder bezieht erst nach einem internen Gespräch mit Jacques Chirac Ende Juli Position. Die beiden Politiker lehnen einen US-Alleingang ohne UN-Mandat ab. Chirac kritisiert von nun an scharf Bush Politik als „unilateral“. Militärschläge gegen Saddam Hussein schließt er aber nicht aus. Paris will die Autorität des Sicherheitsrates stärken und beharrt gegenüber Saddam Hussein auf der Umsetzung der Resolutionen, wozu es den Aufbau einer militärischen Drohkulisse für sinnvoll hält. Militärschläge sind für Chirac und die in den Parlamentswahlen im Mai gewählte liberal konservative Regierung Jean-Pierre Raffarin nur legitim, wenn dies die Ständigen Mitglieder im Sicherheitsrat im Konsens beschlössen. Und dazu bedürfe es einer zweiten Resolution. Frankreich appelliert an die multilateralen Traditionen der Amerikaner und will sie in die Vereinten Nationen einbinden.

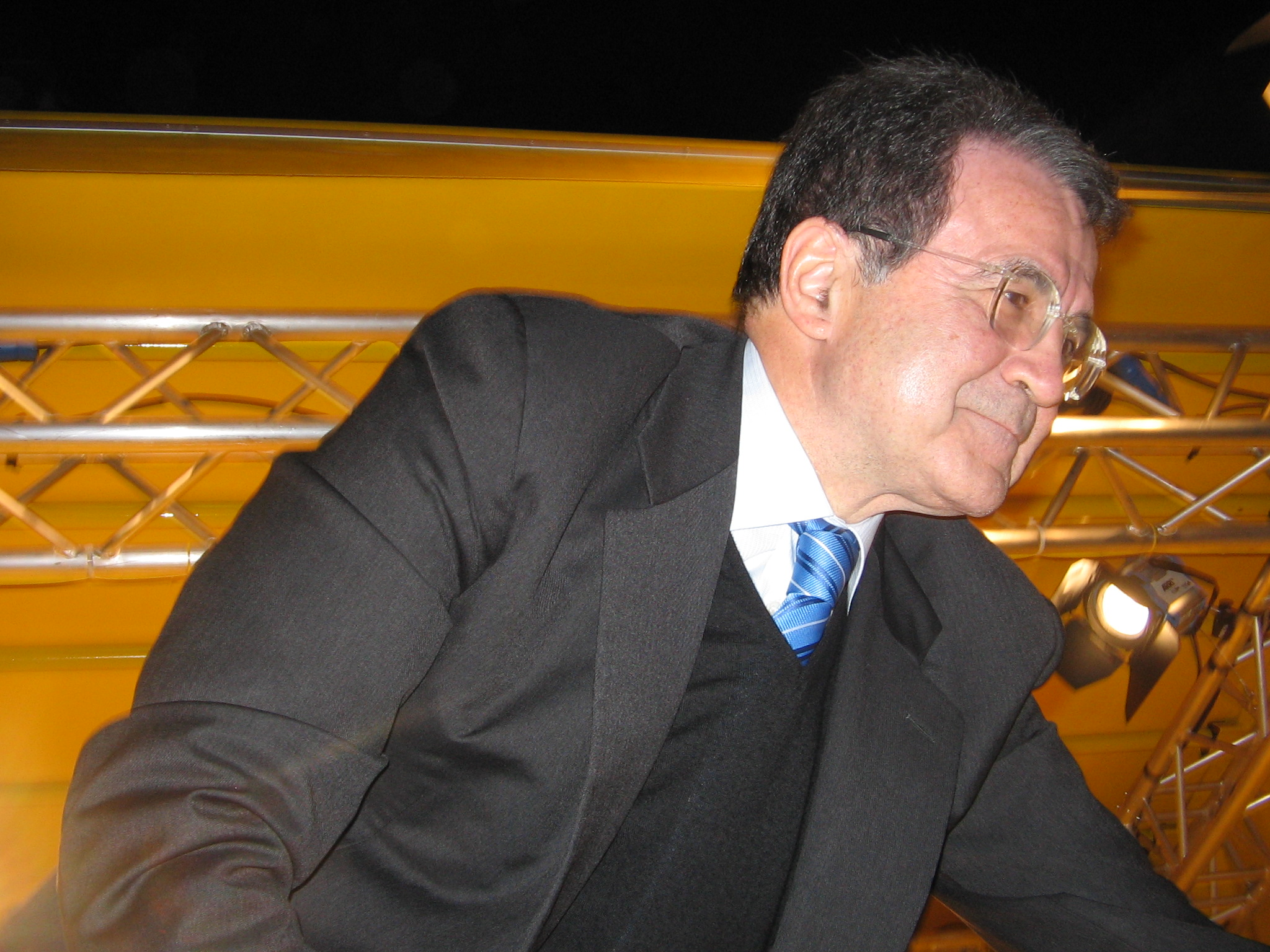
Romano Prodi

In diesem Sinne plädieren auch der amtierende EU-Ratspräsident und dänische Ministerpräsident Anders Fogh Rasmussen für einen schärferen Ton der Europäer gegenüber dem Irak. Romano Prodi, Präsident der EU-Kommission, und Silvio Berlusconi verlangen von den USA, den Irak nicht ohne ein UN-Mandat anzugreifen. Gebe es ein solches Mandat, dann werde Italien an der Seite der USA stehen. Die französische Haltung wird auch vom belgischen Premier, Guy Verhofstadt, und dem luxemburgischen Regierungschef, Jean-Claude Juncker, geteilt.
Schröder artikuliert seinen „deutschen Weg“ erstmals beim Auftakt zum Bundestagswahlkampf am 5. August in Hannover: Erstens, sei er gegen „Spielerei mit Krieg“, zweitens, verlange er eine politische Konzeption für eine Nachkriegsordnung, und drittens, sei er grundsätzlich für Druck auf Saddam Hussein. Sein einfaches Nein wird jedoch erst nach der Rede von US-Vizepräsident Dick Cheney am 26. August zum doppelten Nein. Schröder sagt, Deutschland werde sich auch dann nicht an einem Krieg beteiligen, wenn es ein UN-Mandat geben sollte. Cheney deutet in Nashville an, die USA würden einen Feldzug auch an den Vereinten Nationen vorbei führen, da selbst neue Inspektionen keinen Schutz vor irakischen Massenvernichtungswaffen böten. Cheney fordert: „Die Schlacht muss zum Feind getragen werden.“ Zeitgleich beginnen die logistischen Vorbereitungen des Krieges am Golf und ehe der Sicherheitsrat konsultiert wird, fliegt die US-Luftwaffe erste Angriffe auf irakische Stellungen.
In der EU ist Deutschland bis Ende August nicht isoliert. Nach einem inoffiziellen Treffen der EU-Außenminister im dänischen Helsingør am 30./31. August berichtet Gunter Pleuger, Staatssekretär im Auswärtigen Amt, die Europäer seien sich einig, dass eine militärische Aktion ein neues Mandat des Sicherheitsrates erfordere. Lediglich Großbritannien sei anderer Ansicht. So verständigen sich die Europäer auf den Primat der Diplomatie. Erst in einem Interview mit der New York Times am 5. September lehnt Schröder einen Krieg unabhängig von einem UN-Mandat ab. Ein Regimewechsel sei kein legales und kein legitimes Ziel. Mit diesem nun doppelten Nein zu einem militärischen Feldzug und zu einer deutschen Beteiligung, stellt sich die deutsche Regierung innerhalb Europas gegen den britischen Weg des Schulterschlusses.
Blair, der schon seit Monaten an der Seite Bushs steht, sichert seinem amerikanischen Amtskollegen bei einem Besuch in Camp David am 7. September zu, dass London Washington unterstütze, wenn ein Präventivkrieg gegen den Irak auf der Agenda stehe. Ein Mandat der Vereinten Nationen aber solle angestrebt werden. Damit stellt sich Großbritannien ohne Umschweife und Einschränkungen als erstes europäisches Land hinter die USA. Dem schließt sich unmittelbar vor dem Jahrestag der Anschläge Spaniens Regierungschef Aznar an, der verspricht auch dann an der Seite Bushs zu stehen, „wenn dies Krieg bedeute“. Im Krieg gegen den Terror, womit er auch den der baskischen Untergrundorganisation ETA meint, und für den Fall, dass der Irak weiterhin die Resolutionen ignoriere, werde er sich „entschlossen an die Seite Amerikas“ stellen. Dass Saddam Hussein Kontakte mit Terroristen habe, sei für Madrid unstrittig. Für eine militärische Intervention sei der Rückhalt der UN „überaus wünschenswert, jedoch nicht zwingend“. Damit hat Spanien sich eindeutig neben den USA und Großbritannien positioniert.
Ähnlich wie zuvor die Politik Blairs und Schröders wird nun von den Europäern die Politik Aznars kritisiert. Alle drei hätten ihre Politik einseitig, ohne die europäischen Partner in den Foren der GASP zu konsultieren und ohne die kleineren EU-Mitglieder einzubinden, gemacht. Damit hätten sie die vertraglichen Selbstverpflichtungen ignoriert, die im Sinne gegenseitiger Solidarität gebieten, jegliche Handlungen zu unterlassen, die „den Interessen der Union zuwiderläuft oder ihrer Wirksamkeit […] schaden könnte“. Grundsätzlich tendieren auch die Niederlande, Tschechien und Polen zu einer proamerikanischen Haltung. Doch noch halten sie sich bedeckt.

### Streit um die Sicherheitsratsresolution 1441
Am 12. September kündigt Präsident Bush vor der UNO-Vollversammlung an, mit der Weltgemeinschaft kooperieren zu wollen. Allerdings lässt seine Regierung keinen Zweifel aufkommen, einseitig zu handeln, falls der Sicherheitsrat den amerikanischen Wünschen nicht entgegenkomme. Als Beweis für die „überwältigenden Gründe für eine Entwaffnung des Irak“ legt Blair – während die Verhandlungen im Sicherheitsrat stattfinden – dem britischen Unterhaus am 24. September ein Dossier mit neuen Beweisen vor. Von der konservativen Opposition erhält die Regierung uneingeschränkte Unterstützung. Massive (und – wie später offenkundig wird – berechtigte) Kritik am Dossier wird aus seiner Labourpartei laut. Neben der Labourpartei mobilisieren zivile Organisationen. Und so demonstrieren am 28. September zum ersten Mal mehrere Hunderttausend in London gegen die Politik Blairs.
Die Verhandlungen im Sicherheitsrat beginnen in der zweiten Septemberwoche. Die Vetomächte Russland, China und Frankreich haben sich bisher nicht grundsätzlich gegen einen Militärschlag ausgesprochen. Sie glauben jedoch nicht an irakische Massenvernichtungswaffen, auch nicht an eine erhebliche vom Irak ausgehende Gefahr und sind skeptisch gegenüber dem Verdacht, Saddam Hussein unterstütze Terroristen.
Die am 8. November verabschiedete Sicherheitsresolution 1441 ist ein klassischer Kompromiss der britischen und der französischen Position. Während Washington einen Präventivschlag auch ohne Mandat der Vereinten Nationen anstrebt, plädiert Blair für eine UN-Initiative, die den Aufbau einer Drohkulisse fordert und spontane Militäraktionen ermöglichen solle.
Doch die Resolution wird unterschiedlich interpretiert. Washington und London sehen in der Resolution 1441 die sofortige Möglichkeit zu militärischer Aktion, sollte sich Bagdad fehl verhalten. Solange der Irak kooperiere und Massenvernichtungswaffen nicht nachgewiesen seien, hält Paris jedoch militärische Aktionen für nicht rechtmäßig. Die Resolution 1441 initiiert ein neues Inspektionsregime mit erweiterten Kompetenzen. Auch Russland und China wollen für einen Militärschlag eine zweite Resolution auf Basis der Inspektionsergebnisse erarbeiten. Aus Berlin signalisiert der mittlerweile wieder gewählte Kanzler Schröder seine Unterstützung und relativiert somit seine Position der scharfen Ablehnung militärischer Aktionen.
Noch während der Verhandlungen im Sicherheitsrat, verabschieden die USA im September die ‚Neue Nationale Sicherheitsstrategie’, die sogenannte Bush-Doktrin. Sie propagiert die Präventivschlag-Doktrin gegenüber Staaten mit Massenvernichtungswaffen, den Ersteinsatz von Nuklearwaffen und den Verzicht auf eine Legitimation militärischer Gewalt durch die UNO. Zum Krieg gegen den Irak ermächtigen Senat und Repräsentantenhaus den Präsidenten dann am 10. und 11. Oktober.
Die EU scheint mit der Verabschiedung der Resolution 1441 wieder zu einer gemeinsamen Position zurückzufinden. Von besonderer Bedeutung für die Europäer ist die (scheinbar) gelungene Einbettung der US-Politik in die multilateralen Verhandlungen der Vereinten Nationen. Als der Irak die Resolution akzeptiert, halten vor allem die Franzosen und die Deutschen die Trias aus Internationalem Recht, diplomatischem Druck und wirtschaftlichen Sanktionen – vor der Drohung militärischer Gewalt – für die Formel, um den Irak zur Kooperation zu zwingen und die amerikanischen Kriegspläne zu vereiteln. Im Rat für Außenbeziehungen begrüßen die Europäer die Resolution 1441 einstimmig und rufen den Irak auf „unverzüglich, bedingungslos und aktiv mit den Waffeninspektoren zusammenzuarbeiten [und …] diese letzte Gelegenheit zu ergreifen …“
Dass die Resolution 1441 auf Sand gebaut ist, wird deutlich, als die USA und Großbritannien am 18. Dezember das 12.000 Seiten umfassende Konvolut des Iraks über sein Waffenprogramm als ungenügend einstufen, ohne dass sich zuvor der Sicherheitsrat damit befassen konnte. So entscheidet sich Bush (vermutlich) endgültig für den Krieg.
Mit Rücksicht auf die britische Bevölkerung und die Labourpartei erklärt Blairs Außenminister, Jack Straw, eine zweite Resolution des Sicherheitsrates für wünschenswert. In dieser solle ein schwerwiegender Rechtsbruch der Resolution 1441 durch den Irak festgestellt und Konsequenzen festgeschrieben werden. Während die Amerikaner einen Regimewechsel in den Vordergrund der Debatte rücken, beharren die Briten auf dem Primat der Entwaffnung. Sie erreichen die zweimalige Zustimmung der Amerikaner zu einer Verlängerung der Inspektionen.
Unter dem Eindruck, dass sich die USA bereits festgelegt haben und dass weder die Ergebnisse der UNMOVIC noch das Verhalten des Irak einen Krieg verhindern können, brechen in Europa die Gräben wieder auf. Paris schwenkt trotz massiven Drucks nicht wie 1991 auf die amerikanisch-britische Linie ein und ab dem 20. Januar 2003 will es keiner Entschließung des Sicherheitsrates zustimmen, die einen Krieg legitimiert. Damit bewegt sich Paris auf die deutsche Position des kategorischen Neins zu.
Entgegen weit verbreiteten Erwartungen bleiben Berlin und Paris (und Moskau) bei ihrer Politik. Da es London und Washington nicht gelingt, ihre Vorwürfe gegen den Irak durch Beweise zu erhärten, können die Nein-Sager weiterhin ihre Argumente gegen einen Krieg vorbringen. Zudem schickt sich Bagdad an, zu kooperieren. So reagieren die Europäer wieder gespalten auf die amerikanische Politik und sind unfähig einen neuen gemeinsamen Ansatz zu finden. In Europa streiten zwei Lager um die richtige Politik: die ‚Atlantiker’ Blair, Aznar und Berlusconi gegen Chirac, Schröder und Verhofstadt, die sich keinen Krieg diktieren lassen wollen.

### Das alte und das neue Europa
Im Januar 2003 steigert sich die Uneinigkeit zwischen den EU-Mitgliedern zu einer ernsthaften Krise der GASP. Die Ablehnung Bushs, die Inspektionen zu verlängern oder zu intensivieren, beantworten Präsident Chirac und Außenminister Dominique de Villepin mit der Drohung, jede Resolution, die einen Krieg legitimiere, mit einem Veto zu blockieren. Dabei sind sie sich der deutschen Kooperation sicher und finden in dem russischen Präsidenten Wladimir Putin einen dritten Verbündeten. Als weitere Vetomacht im Sicherheitsrat lehnt China grundsätzlich eine Intervention ab ohne jedoch mit einem Veto zu drohen.
Zum 40-jährigen Jubiläum des Élysée-Vertrages am 22. Januar verkünden Chirac und Schröder in Paris neue, gemeinsame Schritte in der bilaterelen Kooperation und der europäischen Integration. Reformieren wollen sie vor allem die GASP und mit ihr eine Institution schaffen, die ein „neues Gleichgewicht in der Welt“ schafft. Während der Feier scheinen – vor allem aus Sicht der Atlantiker – Kanzler und Président den Anspruch zu reklamieren, für ein Europa zu sprechen, das sich als Gegenmodell zu einer von Amerika dominierten Welt versteht.
Damit empören sie vor allem Aznar, Blair und die Mittelosteuropäer. Donald Rumsfeld, US-Verteidigungsminister, nennt am selben Tag die deutsch-französische Kooperation das „alte Europa“ während das „neue Europa“ im Osten zu finden sei. Damit konstatiert Rumsfeld, dass der innereuropäische Streit darüber, welcher nationale Weg in der Irak-Frage richtig sei, mittlerweile nicht nur auf die UNO, sondern auch auf das transatlantische Bündnis der NATO übergesprungen ist.
Die seit Anfang des Jahres amtierende griechische Ratspräsidentschaft will den Streit zwischen den Europäern in den Institutionen der EU verhandelt wissen. Der griechische Außenminister, George A. Papandreou, hatte dazu Anfang Januar eine gemeinsame Stellungnahme der EU zur Entwaffnung des Irak angekündigt. Dies blockiert jedoch Berlusconi, der nach einem Telefonat mit Aznar, ein Sondertreffen der EU Ende Januar für unnütz erklärt. Dennoch verständigen sich die streitenden Lager auf dem EU-Außenministertreffen am 27. Januar auf einen Minimalkonsens, der den Inspekteuren mehr Zeit gibt. Jedoch wird keine Einigung über Fragen der Dauer der Inspektionen und über die Notwendigkeit einer zweiten Resolution erzielt. Dass dies nicht reicht, um Amerika vom Krieg abzuhalten, wird deutlich, als Bush am nächsten Tag sagt: „Was wir tun, hängt nicht von den Entscheidungen anderer ab.“
Nur drei Tage später publizieren am 30. Januar acht EU-Mitglieder und Kandidaten einen ‚Offenen Brief der Acht’ als Aufruf zur Solidarität mit Amerika. Unter Federführung Aznars und Blairs gelingt ein Unterstützungsschreiben, das neben den Unterschriften von Blair und Aznar auch die von Berlusconi und der Regierungschefs Dänemarks, Anders Fogh Rasmussen, Portugals, José Manuel Durão Barroso, und der EU-Beitrittsländer Polen, Ungarn und der Tschechischen Republik enthält. Für letztere unterschrieb Präsident Václav Havel drei Tage vor dem Ende seiner Amtszeit, ohne die Regierung zu konsultieren. So entstand der Eindruck, dass Tschechien die USA ebenso unterstütze wie die anderen sieben Staaten, während das Land in Wirklichkeit tief gespalten war und sowohl die Regierung als auch das Parlament es ablehnten, sich ohne eine Billigung des UN-Sicherheitsrates am Krieg zu beteiligen. Die Niederländer bevorzugen in diesem Streit die Neutralität, da sie Europa nicht noch mehr spalten wollen.
Für die amerikanische Regierung hat sich mit dem Brief die „Situation bezüglich des Irak geklärt“. Als am 6. Februar eine weitere Solidaritätsbekundung von zehn Staaten der sog. Vilnius-Gruppe folgt, führt die innereuropäische Krise zur Spaltung Europas. Nun verteidigten auch Albanien, die baltischen Staaten, Bulgarien, Kroatien, Mazedonien, Rumänien, die Slowakei und Slowenien offiziell die Politik Blairs und Aznars und den Kurs der Amerikaner im Irak. Denn beide Erklärungen, die heimlich verfasst und unterzeichnet wurden, wenden sich demonstrativ gegen den (scheinbaren) Versuch Chiracs und Schröders im Namen Europas zu sprechen. Sie lehnen zudem eine GASP ab, die eine Alternative zur NATO darstellt und Europa sicherheitspolitisch von Amerika abkoppeln soll.
Die nun offiziellen Partner Washingtons schwimmen jedoch gegen den Strom der öffentlichen Meinung in ihren Staaten. Im Schnitt halten es 82 Prozent der EU-Bürger für nicht gerechtfertigt, dass sich ihr Land ohne ausdrückliches UN-Mandat an einer Militäraktion beteiligt. In den 13 EU-Kandidatenländern sind 75 Prozent der Befragten dieser Ansicht.

### Die Sicherheitsratssitzung vom 5. Februar 2003

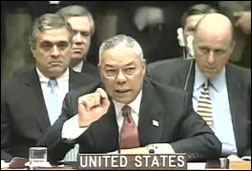
Colin Powell bei seiner Präsentation vor dem UN-Sicherheitsrat am 5. Februar 2003. Hinter Powell sitzen der Ständige Vertreter bei den UN John Negroponte und der Director of Central Intelligence George Tenet.

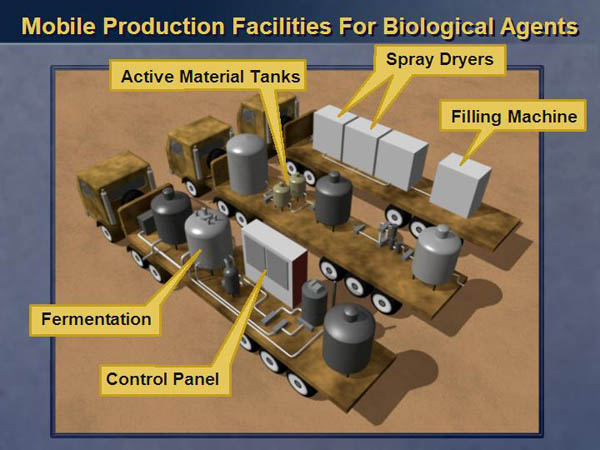
Folie aus Powells Präsentation vom 5. Februar 2003, die angebliche mobile Einrichtungen für Massenvernichtungswaffen des Irak zeigt

Noch vor der Sitzung des Sicherheitsrates am 5. Februar werben die Kriegsbefürworter USA und Großbritannien (aber auch Spanien und Bulgarien) massiv um die Stimmen der noch unentschlossenen Mitglieder. Während Deutschland, Frankreich und Syrien als Gegner bekannt sind, zeigt sich bald, dass auch Russland und China mit der französischen Position sympathisieren. Dabei kam es zu Colin Powells denkwürdigen Auftritt vor dem Weltsicherheitsrat der Vereinten Nationen. Powell plädierte für den Sturz Saddam Husseins, da dieser im Besitz von Massenvernichtungswaffen sei, und untermauerte diese Behauptung, indem er etwa ein Modellfläschchen mit Milzbrandtoxin hochhielt und Schemata angeblicher mobiler irakischer Produktionseinrichtungen für solche Waffen zeigte. Im September 2005 bedauerte Powell in einem ABC-Fernsehinterview diese Rede, in der er den Weltsicherheitsrat mit später als falsch erkannten Tatsachenbehauptungen von der Notwendigkeit des Irak-Kriegs hatte überzeugen wollen, und bezeichnete sie als einen „Schandfleck“ in seiner Karriere.
Die sechs übrigen Staaten im Sicherheitsrat Angola, Chile, Mexiko, Guinea, Kamerun und Pakistan sind heftigen Pressionen und Versprechen ausgesetzt. Doch nicht einmal die Staatschefs der hochgradig von Amerika abhängigen Staaten Chile, Mexiko und Pakistan sind bereit, für den Krieg zu stimmen. Ein wichtiger Grund für ihre Haltung ist der 2. Bericht der Inspektoren. Dieser stellt fest, dass es keine Anzeichen eines wieder belebten irakischen Nuklearprogramms gibt. Als Reaktion auf diese diplomatische Niederlage erklärt das anglo-amerikanische Duo den Sicherheitsrat für irrelevant, da er seiner Aufgabe nicht nachkomme.

### Die Friedensdemonstrationen vom 15. Februar 2003
Zwei Tage vor einem Sondergipfel der EU in Brüssel demonstrieren am 15. Februar in allen westeuropäischen Ländern Millionen von Menschen gegen den Krieg. Die größten Kundgebungen sind in Großbritannien (London: 2 Millionen), Spanien (landesweit vier Millionen) und Italien (Rom: zwei Millionen). Die heterogene Friedensbewegung organisieren antikapitalistische Netzwerke wie Attac, aber auch Gewerkschaften, friedenspolitische Gruppen, arabische und palästinensische Zirkel, Kirchengemeinschaften und Parteien wie die Grünen, Liberalen, Kommunisten und Sozialdemokraten.
Getragen werden sie letztlich von großen Teilen der Bevölkerung, die sonst nicht politisch, weltanschaulich oder religiös organisiert sind. Wenngleich weltweit demonstriert wird, sind die größten Massenkundgebungen in der OECD-Welt (Nordamerika, Westeuropa, Australien, Japan) zu verzeichnen. Schon in Mittelosteuropa sinkt die Beteiligung drastisch ab.
In Budapest protestieren 20.000, in Zagreb 10.000 und in Warschau 2000. Für viele andere Hauptstädte in Mittelosteuropa (MOE) liegen keine Zahlen vor. Auffallend ist auch, dass in den skandinavischen und anderen, neutralen Ländern verhältnismäßig wenig Menschen auf die Straße gehen (Helsinki: 15.000, Oslo: 60.000, Stockholm: 80.000, Kopenhagen: 40.000, Wien: 20.000). In der Ablehnung des Krieges sind sich die Europäer weitgehend einig. 82 Prozent der EU-Bürger und 75 Prozent der Menschen in den EU-Kandidatenländern sprechen sich gegen eine Unterstützung der USA durch ihre Länder aus, sollte es kein UN-Mandat geben. Die Philosophen Jürgen Habermas und Jacques Derrida sahen in den Demonstrationen ein „Signal für die Geburt einer europäischen Öffentlichkeit“.
In New York City demonstrierten 200.000 bis 300.000 Menschen in der Nähe des UN-Hauptquartiers. Demonstrationen gab es auch in Los Angeles (50.000), San Francisco (150.000), Austin (10.000), Colorado Springs (4.000), Seattle (20.000 bis 30.000) und Chicago (10.000).

### Sondergipfel der EU am 17. Februar 2003
Um die inner-europäische Spaltung zu überwinden und die EU in der Irak-Frage handlungsfähig zu machen, lancieren die Griechen einen letzten Sondergipfel des Europäischen Rates für den 17. Februar. Dieser zeigt im Ergebnis, dass es nicht nur um die Irak-Krise, sondern um eine Krise der Union geht. Auf dem Gipfel betonen die Regierungschefs zwar ihr gemeinsames Grundverständnis (Multilateralismus, die Rolle der Vereinten Nationen als globaler Krisenmanager, die Notwendigkeit eines regionalen Friedensansatzes für den Nahen Osten) und sie betonen, dass der Krieg im Irak „nicht unabwendbar“ sei. Dennoch gelingt es nicht, eine gemeinsame Position zu finden.
Schließlich gipfelt der Dissens in der rhetorischen Spitze Chiracs, die Beitrittsländer hätten sich in der Krise als „nicht besonders wohlerzogen [erwiesen] und ein wenig ahnungslos hinsichtlich der Gefahren, die ein zu schnelles Einschwenken auf die amerikanische Linie mit sich bringt“. Damit hätten sie „gute Gelegenheit zum Schweigen verpasst“.
Die in der UNO umstrittenen Beweise des amerikanischen Außenministers, Colin Powells, vor dem Sicherheitsrat und die diplomatischen Verwerfungen in diesem Gremium finden in den amerikanischen Medien ein großes Echo, mobilisiert die amerikanische Meinung für einen Feldzug und schafft schließlich die innenpolitischen Voraussetzungen für unilaterale Aktionen.

### Der Krieg und die Resolution 1483
Dass die Kriegsbefürworter keine Mehrheit im Sicherheitsrat für eine den Krieg legitimierende Resolution erhalten würden, wird Anfang März offensichtlich. Washington und London entschließen sich daher, den mit Madrid formulierten und am 24. Februar in den Sicherheitsrat eingebrachten Entwurf für eine zweite, den Krieg ermächtigende Resolution zurückzuziehen. Vor allem Tony Blair gerät in eine schwierige innenpolitische Lage.
Die Hauptkampfhandlungen im Irak dauern von der Nacht vom 19. auf den 20. März bis zum 2. Mai als Bush die Kämpfe für beendet erklärt. Auffallend war, dass es nicht zu einem „letzten Gefecht“ in Bagdad kam, dass der Irak keine Massenvernichtungswaffen einsetzte und dass das Regime Saddam Husseins innerhalb weniger Wochen kollabierte. Bei den Verhandlungen um die neue Resolution 1483 im April und Mai, die die Nachkriegsordnung im Besatzungsgebiet und die Rolle der Vereinten Nationen festlegen sollten, zeigten sich im Sicherheitsrat wieder die gewohnten Fronten wie vor Kriegsbeginn.